# St. Paul de Leon (Staverton)

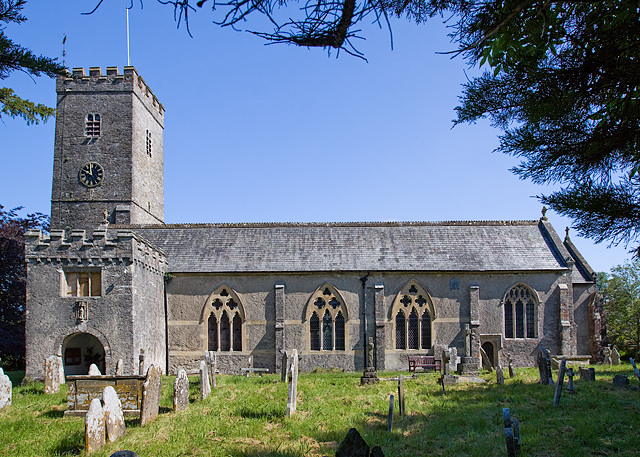
Ansicht von Süden

St. Paul de Leon  ist eine anglikanische Pfarrkirche der Church of England in Staverton, einer kleinen Ortschaft westlich von Torquay in Devon. Die Kirche ist als Kulturdenkmal der Kategorie Grade I eingestuft.

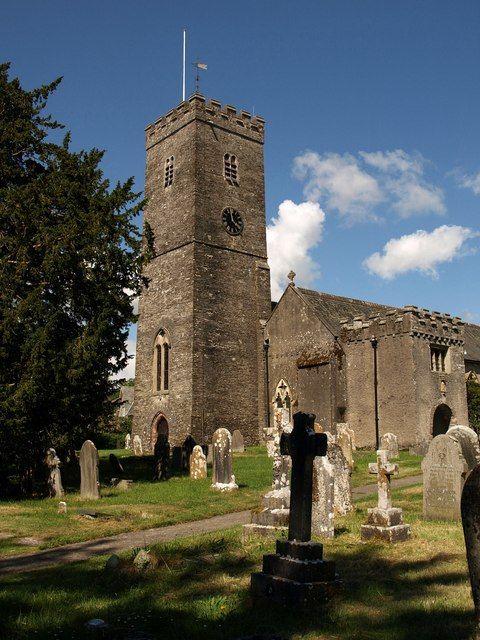
Westturm, Südseitenschiff, Eingangsbau

## Geschichte
Die zu Ehren des heiligen Paulinus Aurelianus, dem ersten Bischof von Saint-Pol-de-Léon in der Bretagne, geweihte Kirche entstand zu Beginn des 14. Jahrhunderts. Ein Vorgängerbau soll durch den Heiligen selber in Staverton bereits im 6. Jahrhundert errichtet worden sein, welcher in normannischer Zeit durch eine neue Kirche ersetzt wurde. Dieses Gotteshaus wurde durch den Bischof Walter Stapeldon im Jahr 1314 als so baufällig angesehen, dass er einen Neubau veranlasste. Diese gotische Kirche wurde bereits im 15. Jahrhundert weitgehend umgebaut. Im Jahr 1877 erfolgte eine Renovierung im Geschmack des Viktorianischen Zeitalters. 

## Architektur

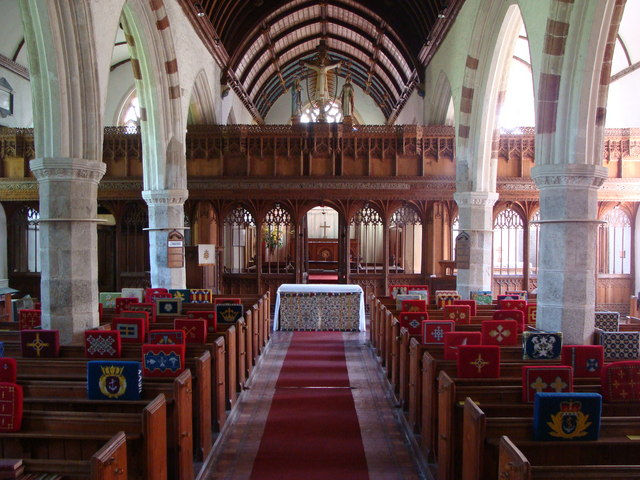
Sicht ostwärts durch den hölzernen Lettner zum Chor

Die Kirche ist eine dreischiffige Hallenkirche mit hölzernen Decken und drei parallelen Dächern. Diese Bauform ist typisch für die Grafschaft Devon, in der es fast 250 Hallenkirchen gibt. Die Seitenschiffe haben hölzerne Tonnengewölbe, im Mittelschiff blickt man teilweise in den Dachstuhl. Der Chorraum ragt um wenige Meter weiter nach Osten als die Seitenschiffe und schließt gerade. Der gerade Chorschluss ist an gotischen Kirchen in England allgemein üblich. Der Westturm ist dem Mittelschiff vorgesetzt. Der Zugang erfolgt über eine zweigeschossige südliche Vorhalle.